# Jan Pieter van Suchtelen

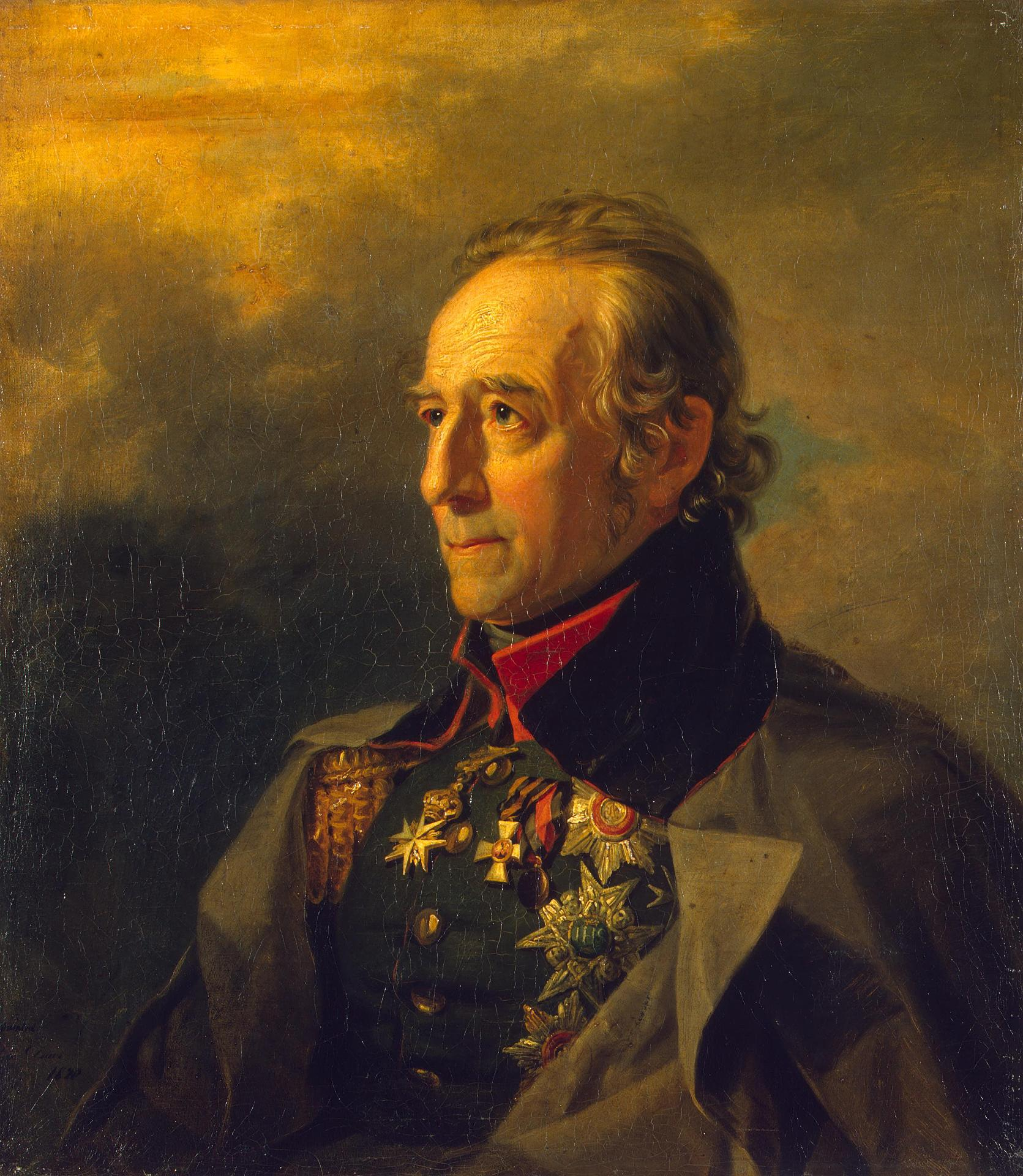
Jan Pieter van Suchtelen (George Dawe, Eremitage (Sankt Petersburg))

Jan Pieter van Suchtelen (russisch Иоганн Питер ван Сухтелен Iogann Piter van Suchtelen; * 2. August 1751 in Grave; † 6. Januar 1836 in Stockholm) war ein niederländisch-russischer Militäringenieur und Diplomat.

## Leben
Suchtelens Vater Cornelis van Suchtelen (1713–1768) war Major-Ingenieur der niederländischen Genietruppe und stammte aus einer alten Familie, die im 16. Jahrhundert aus dem Herzogtum Jülich-Kleve-Berg eingewandert war. Im Alter von acht Jahren wurde Suchtelen zum Schulbesuch nach Groningen geschickt. 1765 kehrte er zu seinen Eltern zurück und studierte Mathematik zunächst unter der direkten Aufsicht seines Vaters und dann wieder in Groningen an der Universität.
1768 trat Suchtelen als Leutnant in die niederländische Genietruppe ein. Er war an den Kriegen mit Großbritannien beteiligt (1773–1774, 1778–1779). Er lehrte an der Universität Leiden und diente als Adjutant dem Kommandanten der Genietruppe Carel Diederik du Moulin, der 1774 Generaldirektor der niederländischen Festungen geworden war. Nach seiner Heirat mit Amarentia Wilhelmina Harting 1778 lebte er in Den Haag, wo er Mitglied der Freimaurerloge L'Union Royale war. 1779 wurde er zum Kapitein befördert und 1783 zum Luitenant-Kolonel.
1783 begab sich Suchtelen nach St. Petersburg, wo Katharina II. ihn als Oberstleutnant in den Ingenieursdienst der Armee aufnahm und ihn mit der Wasserverkehrsexpedition beauftragte (normalerweise wurden Ausländer mit einem Rang unter ihrem bisherigen Rang eingestellt). Im Sommer 1785 inspizierte er die Kanäle und Schleusen bei Wyschni Wolotschok, und bereits im Herbst begann er mit anderen Ingenieuren die Organisation der Arbeiten für den Nord-Katharinenkanal zur Verbindung der in die Nördliche Dwina fließenden Nördlichen Keltma mit der in die Südliche Keltma fließenden Dschuritsch, so dass dann mit Kama und Wolga ein durchgehender Wasserweg vom Weißen Meer zum Kaspischen Meer entstand. 1786 stellte er das Musterprojekt für den Bau der Staro-Kalinkin-Brücke über die Fontanka in St. Petersburg vor, das er dann zusammen mit Johann Conrad Gerhard bis 1788 durchführte. Im Januar 1787 wurde er zum Polkownik befördert.
1788 nach Beginn des Russisch-Schwedischen Krieges wurde Suchtelen Chef des Ingenieursstabs der Finnlandarmee. Er war sogleich an Kämpfen beteiligt, wobei er verwundet wurde. In den Schlachten bei Wyborg und Fredrikshamn führte er ein Teilkorps. Für seine Tapferkeit wurde er im April 1789 zum Generalmajor befördert. Dazu wurde er geadelt. Er erhielt im Rajon Anjalankoski im Ujesd Friedrichshamn das Landgut Mjamjalja mit 300 Leibeigenen und das Goldene Schwert für Tapferkeit. Im August 1789 erhielt er den Russischen Orden des Heiligen Georg IV. Klasse. Nach dem Krieg inspizierte er die Festungen an der West- und Südwestgrenze und beteiligte sich am Bau des Militärhafens in Reval.
1792–1793 hielt sich Suchtelen in der Republik der Sieben Vereinigten Provinzen auf. 1794 wurde er in diplomatischer Mission und zur Prüfung der Befestigungen nach Polen geschickt. Als er sich während des Kościuszko-Aufstandes nach Warschau zu König Stanislaus II. August Poniatowski begab, wurde er verwundet und gefangen genommen und dann von den Truppen Alexander Wassiljewitsch Suworows bei der Besetzung Warschaus befreit. Anschließend inspizierte er die Festungen im Gouvernement Wilna und leitete ihre Sanierung. 1797 wurde er Generalleutnant und Leiter der Ingenieursabteilung des Finnland-Departements. Später arbeitete er im Departement für Wasserwege. Er reiste durch Russland und inspizierte alle Befestigungsanlagen zwischen dem Weißen Meer und dem Schwarzen Meer von Riga und Reval bis Cherson.
1799 ernannte Paul I. Suchtelen zum Ingenieur-General und schickte ihn zunächst als Leiter der Ingenieursabteilung nach Kiew und dann nach Riga, wo er die Estland- und Livlandinspektion überprüfte. Dann wurde er mit dem Ingenieurkorps nach Archangelsk geschickt.
Alexander I. rief nach der Thronbesteigung 1801 Suchtelen zurück nach St. Petersburg und machte ihn 1802 zum Geschäftsführer der Quartiermeisterabteilung. Auch wurde Suchtelen Direktor des Kartografischen Instituts. Eine Hauptaufgabe war die Erstellung der Hundertblattkarte des Russischen Reiches. Unter seiner direkten Aufsicht wurden topografische Expeditionen durchgeführt. 1804 wurde er Ehrenmitglied der Russischen Akademie der Wissenschaften in St. Petersburg.
Während des Dritten Koalitionskrieges nahm Suchtelen am Feldzug in das französisch besetzte Kurfürstentum Hannover teil und an der Belagerung der Festung Hameln. Bei der Schlacht bei Austerlitz gehörte er zum Gefolge Alexanders I. Im Oktober 1806 erhielt er mit seinen Kindern die russische Staatsbürgerschaft. 1807 machte Suchtelen auf allerhöchsten Befehl Brest-Litowsk zum zentralen Stützpunkt der Verteidigung der Westgrenze und schuf ein Projekt für eine neue Festung dort. Der Französisch-Russische Krieg 1812 verhinderte die Ausführung.
Nach Beginn des Russisch-Schwedischen Krieges 1808 wurde Suchtelen Stabschef der Finnlandarmee und Berater beim Oberkommandierenden Graf Friedrich von Buxhoeveden. Er wirkte an der Feldzugplanung mit, wobei seine Lokalkenntnisse von großem Wert waren. Er leitete die Belagerung der Festung Svartholm bei Loviisa und war an der Belagerung der Festung Sveaborg beteiligt. Er beschäftigte sich mit der strategischen Lage an der finnischen Südküste und setzte die in Helsingfors und anderen schwedischen Orten erbeuteten Geschütze ein. Als  Buxhoeveden die Truppen bei Åbo persönlich führte, erhielt Suchtelen das Kommando über die Belagerung Sveaborgs. Trotz unzulänglicher Mittel gelang Suchtelen auf dem Verhandlungswege die Übergabe Sveaborgs an Russland, wofür er das Goldene Schwert mit Diamanten erhielt. Aufgrund dieses Erfolges war er nun berechtigt, in kritischen Situationen Verhandlungen mit dem Gegner zu führen. Im September 1808 schloss er die Konvention von Lochteå ab  und erreichte im März 1809 einen Waffenstillstand. Darauf war er unmittelbar an den Friedensverhandlungen mit Schweden beteiligt, wobei sich sein diplomatisches Geschick zeigte. Das Ergebnis war der Vertrag von Fredrikshamn, dessen Zustandekommen Suchtelen selbst in einem Buch beschrieb.
1812 leitete Suchtelen zusammen mit Paul von Nicolay die russische Delegation bei den Verhandlungen mit Schweden und dem Vereinigten Königreich, die zur Beendigung des Britisch-Russischen Krieges (1807–1812) und des Schwedisch-Britischen Krieges zum Frieden von Örebro führten. Dafür machte Alexander I. ihn (und seine Nachkommen) zum Baron des Großfürstentums Finnland. Im folgenden Jahr begleitete er als Chef einer russischen Militärmission Jean Baptiste Bernadotte, mit dem er befreundet war, beim Feldzug der Nordarmee im Befreiungskrieg und nahm an den Schlachten bei Großbeeren, Dennewitz und Leipzig teil. 1813 war Suchtelen russischer Repräsentant bei der niederländischen Exilregierung in Berlin. 1814 leitete er die Pionierarbeiten bei der Belagerung von Hamburg. Er nahm an der Unterzeichnung des dänisch-russischen Friedensvertrages und des Kieler Friedensvertrages teil. Im Schwedisch-Norwegischen Krieg begleitete er Bernadotte.
Nach dem Zweiten Pariser Frieden wurde Suchtelen 1816 außerordentlicher Gesandter und bevollmächtigter Minister in Stockholm als Nachfolger von Grigori Alexandrowitsch Stroganow. Sein Haus war ein Treffpunkt schwedischer Kulturschaffender. 1822 erhielt er die Grafenwürde des Großfürstentums Finnland. Er war Mitglied des Staatsrats, Ehrenmitglied der Kaiserlichen Militärakademie und Inspektor des Ingenieurkorps. Auf seine Initiative wurde die Geniehochschule gegründet. Aufgrund seiner besonderen Stellung konnte er seine Brüder Abraham und Rochus als seine Sekretäre bei sich haben. Während seiner Aufenthalte in St. Petersburg wohnte er im verlassenen Schloss Michaelsburg. Im früheren Thronsaal Pauls I. befand sich sein Büro und seine Bibliothek mit seltenen Büchern und Manuskripten hauptsächlich zum Ingenieurwesen.
Zwölf Tage nach Suchtelens Tod wurden zu der Trauerfeier in der Adolf-Fredriks-Kyrka in Stockholm 128 Kanonenschüsse abgefeuert. Begraben wurde er auf dem Kirchhof in Solna.
Suchtelen war sehr bekannt als Sammler von Büchern, Manuskripten, Medaillen, Bildern, Unterschriften und Autographen. Er hinterließ eine umfangreiche Sammlung mit etwa 26.000 Büchern, 260 Manuskripten, darunter eine mittelniederländische Bibelhandschrift, und 13.000 Autographen, die nach Suchtelens Tod von Nikolaus I. für die Kaiserliche Bibliothek in St. Petersburg gekauft wurde. Über 30.000 wissenschaftliche Arbeiten (Dissertationen, Niederschriften von Reden und Disputationen) aus der Suchtelen-Sammlung wurden nach seinem Tode der Bibliothek der Universität Helsinki geschenkt. 1930 wurde ein Teil der Suchtelen-Sammlung von der sowjetischen Regierung versteigert, darunter eine lateinische Übersetzung des Aristoteles (Straßburg 1469), die Predigten des Bernhard von Clairvaux (Mainz 1475) und zwei verschiedene Ausgaben von Augustins De civitate Dei (Paris 1468, Mainz 1473). Der Hauptteil der Suchtelen-Sammlung befindet sich jetzt in der Russischen Staatsbibliothek. Dort wurde 1997 mit Unterstützung des niederländischen Konsulats eine Konferenz über Pieter van Suchtelen und seine zwei Söhne durchgeführt. Suchtelens persönliches Archiv mit seiner Korrespondenz befindet sich im Zentralen Historischen Staatsarchiv in Moskau.

## Ehrungen
- Orden des Heiligen Wladimir IV. Klasse (1786)
- Goldenes Schwert für Tapferkeit (1789)
- Russischer Orden des Heiligen Georg IV. Klasse (1789)
- Orden des Heiligen Wladimir II. Klasse (1792)
- Russischer Orden der Heiligen Anna I. Klasse (1799)
- Ehrenkommandeur des russischen Ordens des Heiligen Johann von Jerusalem (1799)
- Alexander-Newski-Orden (1803)
- Orden des Heiligen Wladimir I. Klasse (1808)
- Goldenes Schwert für Tapferkeit mit Diamanten (1809)
- Königlicher Seraphinenorden (1814)
- Kette zum Königlichen Seraphinenorden (1815)
- Orden des Heiligen Andreas des Erstberufenen (1826)
- Ehrenzeichen für 40-jährigen tadellosen Dienst (1828)
- Diamanten zum Orden des Heiligen Andreas des Erstberufenen (1834)
- Schwertorden